# Grand Prix Itálie 2003
Grand Prix Itálie 74o Gran Premio Vodaphone d'Italia

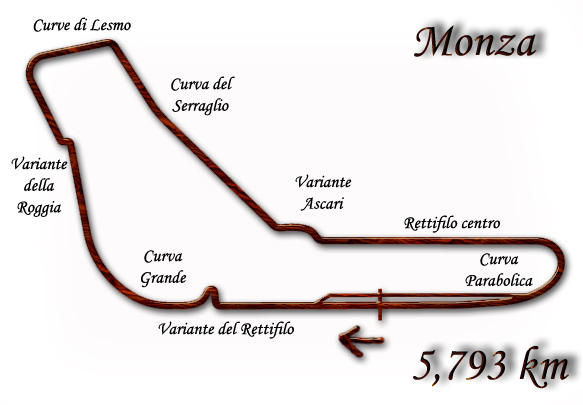

- 14. září 2003
- Okruh Monza
- 53 kol x 5,793 km = 306,720 km
- 710. Grand Prix
- Vítěz – Michael Schumacher
- Vítězný tým – Ferrari

## Výsledky
| Pos | Č. | Jezdec                | Konstruktér      | Kol | Čas         | Bodů |
| --- | -- | --------------------- | ---------------- | --- | ----------- | ---- |
| 1   | 1  | Michael Schumacher    | Ferrari          | 53  | 1:14:19.838 | 10   |
| 2   | 3  | Juan Pablo Montoya    | Williams-BMW     | 53  | +5.294      | 8    |
| 3   | 2  | Rubens Barrichello    | Ferrari          | 53  | +11.835     | 6    |
| 4   | 6  | Kimi Räikkönen        | McLaren-Mercedes | 53  | +12.834     | 5    |
| 5   | 4  | Marc Gené             | Williams-BMW     | 53  | +27.891     | 4    |
| 6   | 16 | Jacques Villeneuve    | BAR-Honda        | 52  | +1 Kolo     | 3    |
| 7   | 14 | Mark Webber           | Jaguar-Cosworth  | 52  | +1 Kolo     | 2    |
| 8   | 8  | Fernando Alonso       | Renault          | 52  | +1 Kolo     | 1    |
| 9   | 9  | Nick Heidfeld         | Sauber-Petronas  | 52  | +1 Kolo     |      |
| 10  | 11 | Giancarlo Fisichella  | Jordan-Ford      | 52  | +1 Kolo     |      |
| 11  | 12 | Zsolt Baumgartner     | Jordan-Ford      | 51  | +2 Kolo     |      |
| 12  | 18 | Nicolas Kiesa         | Minardi-Cosworth | 51  | +2 Kolo     |      |
| 13  | 10 | Heinz-Harald Frentzen | Sauber-Petronas  | 50  | Převodovka  |      |
| Ret | 5  | David Coulthard       | McLaren-Mercedes | 45  | Tlak paliva |      |
| Ret | 20 | Olivier Panis         | Toyota           | 35  | Brzdy       |      |
| Ret | 19 | Jos Verstappen        | Minardi-Cosworth | 27  | Únik oleje  |      |
| Ret | 17 | Jenson Button         | BAR-Honda        | 24  | Převodovka  |      |
| Ret | 21 | Cristiano da Matta    | Toyota           | 3   | Pneumatika  |      |
| Ret | 15 | Justin Wilson         | Jaguar-Cosworth  | 2   | Převodovka  |      |
| Ret | 7  | Jarno Trulli          | Renault          | 0   | Hydraulika  |      |

## Nejrychlejší kolo
- Michael Schumacher, Ferrari, 1:21:832

### Jezdci
- 1. Michael Schumacher – 82
- 2. Juan Pablo Montoya – 79
- 3. Kimi Räikkönen – 75
- 4. Ralf Schumacher – 58
- 5. Rubens Barrichello – 55
- 6. Fernando Alonso – 55
- 7. David Coulthard – 45
- 8. Jarno Trulli – 24

### Týmy
- 1. Williams-BMW – 141
- 2. Ferrari – 137
- 3. McLaren-Mercedes – 120
- 4. Renault – 79